# あまとう (製菓メーカー)
株式会社あまとうは、北海道小樽市にある製菓メーカー・企業。

## 主な商品
- クッキー・菓子
  - マロンコロン
  - 運河の月
  - 小樽スイート通り
  - 小樽じゃがタルト
  - アーモンドフローランタン
  - プリン
  - 小樽チーズバームクーヘン
- ケーキ
- チョコレート
- アイスクリーム
  - クリームぜんざい
  - チョコレートパフェ
  - ゆず茶クリーム
  - バニラクリーム
  - ブルーベリークリーム

## 沿革
創業時は食堂とぱんじゅうの店であった。
- 1929年（昭和04年）：創業。
- 1960年（昭和35年）：「クリームぜんざい」「マロンコロン」販売開始。
- 1966年（昭和41年）：法人登記。
- 2003年（平成15年）：店舗隣に「パーラー・運河の月」、「ギフトショップ・運河の月」オープン（2006年閉店、現在は本店舗の一部）[2]。
- 2006年（平成18年）：運河店オープン[2]。小樽駅四季彩館店オープン[注 1]。
- 2007年（平成19年）：札幌店（丸井今井札幌本店内）オープン（2010年に移転して札幌大通店（大通ビッセ内）となった後、2017年閉店）[5]。
- 2013年（平成25年）：札幌駅北口店オープン[注 2]。

## 事業所・店舗
- 本社・工場 - 小樽市稲穂2丁目16-3
- 本店 - 小樽市稲穂2丁目16-18（小樽都通り商店街内）

### 閉店した店舗
- 札幌駅北口店 - 札幌市北区北6条西4丁目（JR札幌駅構内）：2019年（平成31年）4月16日閉店[7]
- 運河店 - 小樽市色内1丁目1-12（小樽運河ターミナル内）：2020年（令和2年）5月31日閉店[8]

## 歌
小樽出身のシンガーソングライター・柿本七恵が「マロンコロン」への思いを歌った曲「ほんと罪だわマロンコロン」があり、2008年（平成20年）にCD化している。